# マコン＝ロシェTGV駅
マコン＝ロシェTGV駅 (マコン＝ロシェTGVえき、フランス語: Gare de Mâcon-Loché-TGV) はフランス・マコンにあるLGV南東線の鉄道駅である。駅は近隣の町ロシェから数km離れており、マコンとロシェ双方の地名から駅名は構成されている。

## 駅構造
駅は4線で構成されており両側にプラットホーム2線、真ん中に通過線2線があるシンプルな構造となっている。在来線とは路線バスで連絡が図られている。

## 歴史
マコン＝ロシェTGV駅は1981年9月27日に初のTGV専用の高速新線となるLGV南東線の開通に合わせて開業した。1992年9月14日に270km/hで走行中の列車が脱線を起こしTGVでは初となる事故が発生している。死者はいなかったが、脱線時にはね上げた軌道上の砕石によってホーム上で他のTGVを待っていた旅客が負傷している。